# FM16π
FM16π（エフエムイチロクパイ）は1985年に富士通が発売したハンドヘルドコンピュータである。
1985年4月16日発売。Intel 8086互換CPU、128KB～448KBのメインRAM、JIS第1水準漢字と単語変換辞書を収録したROM、640x200ドットの液晶ディスプレイを搭載。内蔵バッテリで最大3時間連続稼働。標準OSはFM-16βと同様のCP/M-86で、別売のBASICまたはCOBOL ROMカートリッジに収録された。
本体はA4判サイズ、キーボード装備、折りたたみ式で持ち運び可能な重さでありながら、当時の普及型デスクトップ機に引けを取らない性能と日本語処理機能を持っていた。

## 仕様
- CPU: MBL8086L 5MHz
- 内蔵ROM: 256KB（JIS第1水準漢字、単語辞書を含む）
- システムROM: 256KB（オプションのBASIC/COBOL ROMカートリッジにて供給）
- RAM: 128KB - 448KB
- VRAM: 16KB
- 画面解像度: テキスト：80桁x25行、グラフィック：640x200ドット
- キーボード: JIS標準配列準拠75キー、または、50音配列106キー
- 補助記憶装置: マイクロカセット 78/153.5KB（1300～1800bps）
- 外部インターフェース:
  - 3.5インチ 320KB フロッピーディスク
  - プリンタ
  - RS-232C
  - バーコードリーダ・インターフェース
- 電源: Ni-Cdバッテリで3時間連続稼働（オプションのACアダプタ、カーバッテリアダプタを接続可能）
- 重量: 2.9kg
- 外形寸法: 297(W)x210(D)x76(H)mm

| 名称  | 型番    | 標準価格（円） | メインRAM | キーボード |
| ----- | ------- | -------------- | --------- | ---------- |
| FM16π | MB25320 | 195,000        | 128KB     | JIS配列    |
| FM16π | MB25321 | 245,000        | 288KB     | JIS配列    |
| FM16π | MB25322 | 295,000        | 448KB     | JIS配列    |
| FM16π | MB25325 | 195,000        | 128KB     | 50音配列   |
| FM16π | MB25326 | 245,000        | 288KB     | 50音配列   |
| FM16π | MB25327 | 295,000        | 448KB     | 50音配列   |

## 市場の反応
性能は実用に足るものであったが、OSにCP/M-86を採用したことや補助記憶装置がカセットテープのみという構成はビジネスパソコンとしては時代遅れで、対応ソフトも少なく、大ヒットには至らなかった。主に企業のオンライン端末として使用されたほか、専門学校の指定パソコンに採用された例もあった。
本機の後継機は存在しない。富士通が本格的にラップトップ市場に参入するのは、1988年に発売されたFMRシリーズのラップトップ機「FMR-10LT」からである。
なお、当時富士通にとって最大のライバルであった日本電気は本機の発売に対して、「まだ国内市場は未成熟でポータブルパソコンの需要は少ない」として見守る姿勢を示していた。